# Сабато, Эрнесто
Эрне́сто Са́бато (исп. Ernesto Sábato, 24 июня 1911, Рохас, Буэнос-Айрес — 30 апреля 2011, Сантос-Лугарес, Буэнос-Айрес) — аргентинский прозаик, эссеист, художник.

## Биография
Родился в многодетной семье эмигрантов из Калабрии, по материнской линии — арбереш, десятый из одиннадцати детей в семействе. Девятого сына также звали Эрнесто, но он умер во младенчестве, поэтому имя досталось будущему писателю.
В 1924 году окончил школу в Рохасе и переехал на учёбу в Государственном колледже города Ла-Плата, где в числе преподавателей был Педро Энрикес Уренья, вдохновивший Сабато на писательскую деятельность. Затем с 1929 года учился на физико-математическом факультете Национального университета Ла-Платы.
Сторонник университетской реформы 1918 года, принимал активное участие в молодёжном коммунистическом движении и основал с товарищами марксистскую группу «Insurrexit». На лекции по марксизму он встретил Матильду Кусмински-Рихтер, в 1936 году ставшую его женой. В 1933 году был избран генеральным секретарём Федерации коммунистической молодёжи. В 1934 году Коммунистическая партия Аргентины направила его в Международную ленинскую школу в Москве. Будучи делегатом Брюссельского антифашистского конгресса (1934), Сабато, разочаровавшийся в сталинизме, решил не ехать в СССР, боясь никогда оттуда не вернуться, и сбежал в Париж.
В 1934—1935 пробовал писать в Париже роман «Беззвучный источник» (частично опубликован).
В 1938 защитил в Буэнос-Айресе докторскую диссертацию по космической радиоактивности, благодаря Бернардо Альберто Усаю получил стипендию для работы в лаборатории Фредерика Жолио-Кюри (Институт Кюри) в Париже, где, среди прочего, сблизился с писателями-сюрреалистами, в том числе с Андре Бретоном.
В 1939 переехал из Франции в США, где работал в Массачусетском технологическом институте, в 1940 вернулся в Буэнос-Айрес, преподавал в университете теорию относительности и квантовую механику. Перевёл книгу Г. А. Гамова «Рождение и смерть Солнца» на испанский язык.
В результате острого экзистенциального кризиса в 1943 отошёл от науки. После газетных и журнальных выступлений против диктатуры Хуана Перона был вынужден в 1945 оставить преподавание. В дальнейшем занимался литературой и изобразительным искусством, а также публицистикой и политическим активизмом.
Неоднократно получал угрозы от ультраправых эскадронов смерти (в первую очередь, от Аргентинского антикоммунистического альянса). По приглашению президента Рауля Альфонсина возглавил Национальную комиссию по делу о массовом исчезновении людей (CONADEP), расследовавшую преступления военной диктатуры в годы «Грязной войны». Итогом стал изданный в 1984 году том свидетельских показаний под названием «Никогда больше» (Nunca Más).
В своих поздних выступлениях связывал себя с христианским анархизмом: «Я анархист! Анархист в лучшем смысле этого слова. Люди привыкли думать, что анархист — тот, кто подрывает бомбы, но анархистами были великие умы, такие как Лев Толстой».
В 1995 году умер старший сын Сабато, а в 1998 году — жена.
В 1999 году получил итальянское гражданство (в дополнение к аргентинскому).
4 июня 2000 года писатель разместил рассказ «Сопротивление» на сайте газеты «Clarín», став первым крупным испаноязычным писателем, бесплатно выложившим своё произведение в Интернет перед публикацией.
26 января 2006 года, вместе с Габриэлем Гарсиа Маркесом, Эдуардо Галеано, Пабло Миланесом, Фрейем Бетто и другими известными деятелями культуры, выступил с требованием о предоставлении независимости Пуэрто-Рико.
Писатель скончался 30 апреля 2011 года, не дожив меньше двух месяцев до своего столетия.

## Творчество
С 1941 сотрудничал с журналом «Sur», близким Борхесу и его кругу. Дебютной книгой Сабато стал сборник философских эссе «Индивид и вселенная» (1945, первая премия города Буэнос-Айрес и почётная премия Союза писателей Аргентины). В 1948 появился его экзистенциалистский роман «Туннель», вызвавший большой интерес в Аргентине и за рубежом (инициатором издания во Франции был Альбер Камю, которому указал на роман Кайуа; книгу тут же перевели более чем на десяток языков, экранизирована в 1952, 1977 и 1987, спектакль Д.Грэма-Янга по ней был показан на Эдинбургском театральном фестивале 2004). Два других романа — «О героях и могилах» (1961, популярной стала композиция по его мотивам «Романс о смерти Хуана Лавалье» на музыку Эдуардо Фалу; другая часть романа экранизирована в 1979 Марио Сабато, сыном писателя) и «Аввадон-истребитель» (1974, Большая премия Союза писателей Аргентины) — упрочили славу Сабато как одного из крупнейших романистов Латинской Америки.

## Признание
Сабато награждён премией Медичи (Италия, 1977), премией «Мигель де Сервантес» (Испания, 1984), Иерусалимской премией (1989, Израиль), удостоен французского Ордена почётного легиона (1987), избран почётным доктором университетов Мурсии (Испания), Росарио (Аргентина), Туринского университета (Италия) и др. В 1983—1984 по поручению президента страны Рауля Альфонсина он возглавлял Национальную Комиссию по делу о массовом исчезновении людей при военной диктатуре 1976—1983 (отчет о расследовании «Никогда больше» опубликован в 1984).
Трижды выдвигался кандидатом на Нобелевскую премию (последний раз в 2009 году).

## Сабато-живописец
В последние годы из-за врачебного запрета писать и читать Сабато занимался исключительно живописью. Его выставки проходили в Париже, Мадриде, Сан-Пауло.

## Произведения

### Романы
- El tunel (1948).
- Sobre heroes y tumbas (1961).
- Abbadon el Exterminador (1974).

### Эссе
- Uno y el universo (1945).
- Hombres y engranajes (1951).
- Heterodoxia (1953).
- El otro rostro del peronismo (1956, о диктатуре Перона).
- El escritor y sus fantasmas (1963).
- Tango, discusión y clave (1963, заметки о танго).
- Aproximación a la literatura de nuestro tiempo: Robbe-Grillet, Borges, Sartre (1968).
- La cultura en la encrucijada nacional (1976).
- Apologías y rechazos (1979).
- Entre la letra y la sangre (1988).
- Antes del fin (1998, автобиография).
- La Resistencia (2000).
- España en los diarios de mi vejez (2004, заметки о поездке в Испанию в 2002).

## Публикации на русском языке
- Туннель // Иностранная литература, 1988, № 6.
- О героях и могилах. М.: Радуга, 1990 (переизд. 1999, 2004).
- Аваддон-губитель. М.: Академический проект, 2001.